# Вопрос о вегетарианстве в иудаизме
Талмудический иудаизм в целом не рекомендует аскетический образ жизни, и призывает наслаждаться дарами этого мира в надлежащей форме. Относительно пищи, это учение можно свести к талмудическому заявлению, что «в будущем человеку придется отвечать перед Богом за все, что он видел и не попробовал» (это касается только кошерных продуктов). С другой стороны, согласно Талмуду, желательно, чтобы диета в основном состояла из не-мясных продуктов, и что человек был создан для вегетарианской диеты.
Некоторые места в Ветхом Завете толкуются, как поощрение применения мяса животных в пищу. Например, в Быт. 9:03 говорится: «все движущееся, что живёт, будет вам в пищу».
Однако, согласно сюжету, это было сказано Ною при определенных обстоятельствах — после окончания всемирного потопа, когда вся «зелень травная» была уничтожена. И далее там говорится: «Только плоти с душою ее, с кровью ее, не ешьте» (Быт. 9:04). Что значительно затрудняет употребление в пищу мяса, так как удалить из мяса всю кровь очень сложно.
Бытие 1:29 гласит: «И сказал Бог: вот, „Вот, я дал вам всякую траву, сеющую семя, какая есть на всей земле, и всякое дерево, у которого плод древесный, сеющий семя; вам сие будет в пищу“». По мнению некоторых классических еврейских комментаторов Библии это означает, что, согласно первоначальному плану Бога, что человечество должно было быть вегетарианским, и что Бог только потом дал разрешение человеку есть мясо из-за слабости человеческой природы. Идеальным образом Торы является вегетарианец, и можно предположить, что законы кашрута на самом деле предназначены для того, чтобы отучить людей от мясоедения и привести к вегетарианскому идеалу. Сложные ритуалы кашрута должны напоминать людям о высокой цене, которую они платят каждый раз, убивая живое существо.

## Известные иудеи — сторонники вегетарианства
Хотя в общем случае иудаизм не продвигает вегетарианство, некоторые видные раввины поощряют вегетарианский образ жизни. Среди них Дэвид Коэн (известный как «Ха-Назир»), главный раввин Израиля Шломо Горен.
Рабби Давид Розен, бывший Верховный Раввин Ирландии, и Шеар Йашув Коэн, Верховный Раввин Хайфы, всецело придерживаются вегетарианского образа жизни.
Главный Раввин Британии Джонатан Сакс также защищает вегетарианство. Бывший главный раввин Ирландии Давид Розен считает употребление мяса галахически неприемлемым.
Рав Кук, основатель религиозного сионизма, активно высказывался в пользу вегетарианства. Его небольшой буклет на иврите «Видение вегетарианства и мира» — одна из самых убедительных и плодотворных работ об иудейском вегетарианстве.
Многие другие видные раввины и толкователи Торы, например Кассуто, Ицхак Айзик Герцог и другие считали, что употребление мяса не желательно с точки зрения иудаизма.
Один из крупнейших экзистенциальных философов и современных еврейских мыслителей Мартин Бубер также предпочитал воздерживаться от мясной пищи.
Лауреаты нобелевской премии по литературе Исаак Башевис Зингер (который практикующим иудеем не был, хотя многие его произведения проникнуты иудейской традицией) и Шмуэль Йосеф Агнон придерживались мнения, что в основе вегетарианства лежит учение о доброте к животным.
По словам рабби Джеймса М. Лебо, сопредседателя Комиссии по делам молодежи при Объединенной Синагоге Америки, «…и Маймонид, и Наманид (1194—1270) одобряли вегетарианство (но считали, что люди могут есть мясо в том случае, если практикуют гуманные способы забоя скота)».
Вегетарианство практикует и проповедует американский хасидский раввин Довид Сирс.
В Израиле за 25 лет было три верховных раввина — вегетарианца. Израиль занимает второе место в мире после Индии по количеству религиозных вегетарианцев.

## Иудаистское обоснование вегетарианства
Существуют несколько иудаистских аргументов, используемых еврейскими вегетарианцами. Три основных компонента, которые доказывают, что вегетарианство представляет собой этическую заповедь (мицва): Цаар Баалей Хаим, Пикуах Нефеш и Баль Ташхит.
Цаар Баалей Хаим является предписанием «не причинять боль живым существам».
Пикуах Нефеш — это уважение к (не только) человеческой жизни, которая находится в непосредственной опасности.
Баль Ташхит — это закон, который запрещает разрушение.
Другим аргументом является то, что во времена Адама и Евы не разрешалось есть мясо и, что, согласно некоторым мнениям, в Мессианскую эру весь мир будет вегетарианским, и отказ от мяса приближает мир к этому идеалу.
В своей брошюре, обобщающей учения рава Кука, Джозеф Грин, южноафриканский еврейский вегетарианский писатель ХХ-го века, приходит к выводу, что еврейские религиозные этические вегетарианцы — это пионеры мессианской эры, они ведут жизнь, которая делает пришествие Мессии более вероятным. Еврейская традиция утверждает, что один способ ускорить приход Мессии — начать практиковать то, что будут преобладать в мессианское время.
Ещё один аргумент состоит в том, что законы шхиты предназначены для предотвращения страданий животных; но сегодня, при разведении скота индустриальными методами в высокоскоростных механизированных бойнях, даже кошерные скотобойни, по мнению некоторых авторитетов, не выполняют достаточно требований, чтобы мясо было кошерным.
С точки зрения Каббалы, некоторые видят в вегетарианстве «Тикун Олам».